# Strymon martialis
Strymon martialis is een vlinder uit de familie van de Lycaenidae. De wetenschappelijke naam van de soort werd als Thecla martialis gepubliceerd in 1864 door Herrich-Schäffer.